# Cuphea glauca
Cuphea glauca är en fackelblomsväxtart som beskrevs av Johann Baptist Emanuel Pohl och Emil Bernhard Koehne. Cuphea glauca ingår i släktet blossblommor, och familjen fackelblomsväxter. Inga underarter finns listade i Catalogue of Life.